# Chattanooga Choo Choo
Pour les articles homonymes, voir Chattanooga et Choo.
Clip vidéo
[vidéo] « Glenn Miller - Chattanooga Choo Choo - Extrait du film Sun Valley Serenade (1941) », sur YouTube
Chattanooga Choo Choo ou Le train de Chattanooga est un standard de jazz américain, composé par Harry Warren, écrit par Mack Gordon (en), et interprété et enregistré par Glenn Miller et son orchestre big band jazz & swing-foxtrot, pour le film musical Tu seras mon mari, de H. Bruce Humberstone, de la 20th Century Fox en 1941, et en disque single 78 tours chez Bluebird Records B-11230-B.

## Historique

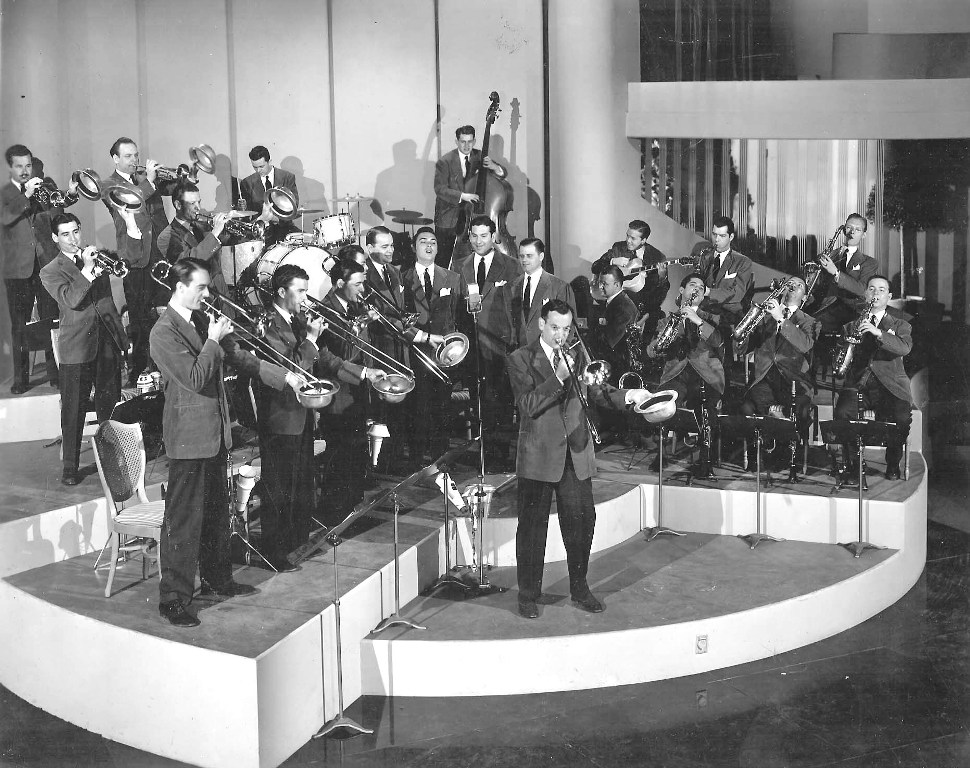
Glenn Miller et son big band jazz & swing des années 1940

Ce célèbre standard de jazz train song fait référence à la ligne de locomotive à vapeur New York-Chattanooga dans le Tennessee (la gare de Chattanooga (en) est classée au Registre national des lieux historiques des États-Unis). Il est interprété dans le film en version longue de plus de 8 min par le big band jazz de Glenn Miller, avec d'autres célèbres tubes du big band, dont Moonlight Serenade, et In the Mood, avec entre autres Tex Beneke, Paula Kelly, The Modernaires (en), et le célèbre trio de chanteurs et danseurs de claquettes et de swing acrobatique Dorothy Dandridge & Nicholas Brothers... 
Le premier disque single 78 tours B-11230-B enregistré chez Bluebird Records en 1941, devient un de leurs grands succès mondial de l’ère du swing américain pendant la Seconde Guerre mondiale (en même temps que Take the "A" Train, de Duke Ellington, une des autres légendes vivantes de big band de l’époque). Il est numéro un du hit-parade américain établi par le magazine Billboard (le prédécesseur du Hot 100) durant neuf semaines, et reste 23 semaines dans le top 10. Chanson la plus populaire de 1941 d’après le magazine américain Variety, elle est nommée pour l'Oscar de la meilleure chanson originale de film 1942 de la 14e cérémonie des Oscars, devient la première chanson à être certifiée disque d'or en 1942 avec 1,2 million d'exemplaires vendus aux États-Unis,, avant d'être intronisée au Grammy Hall of Fame Award en 1996. 

Gare et locomotive à vapeur historique de Chattanooga
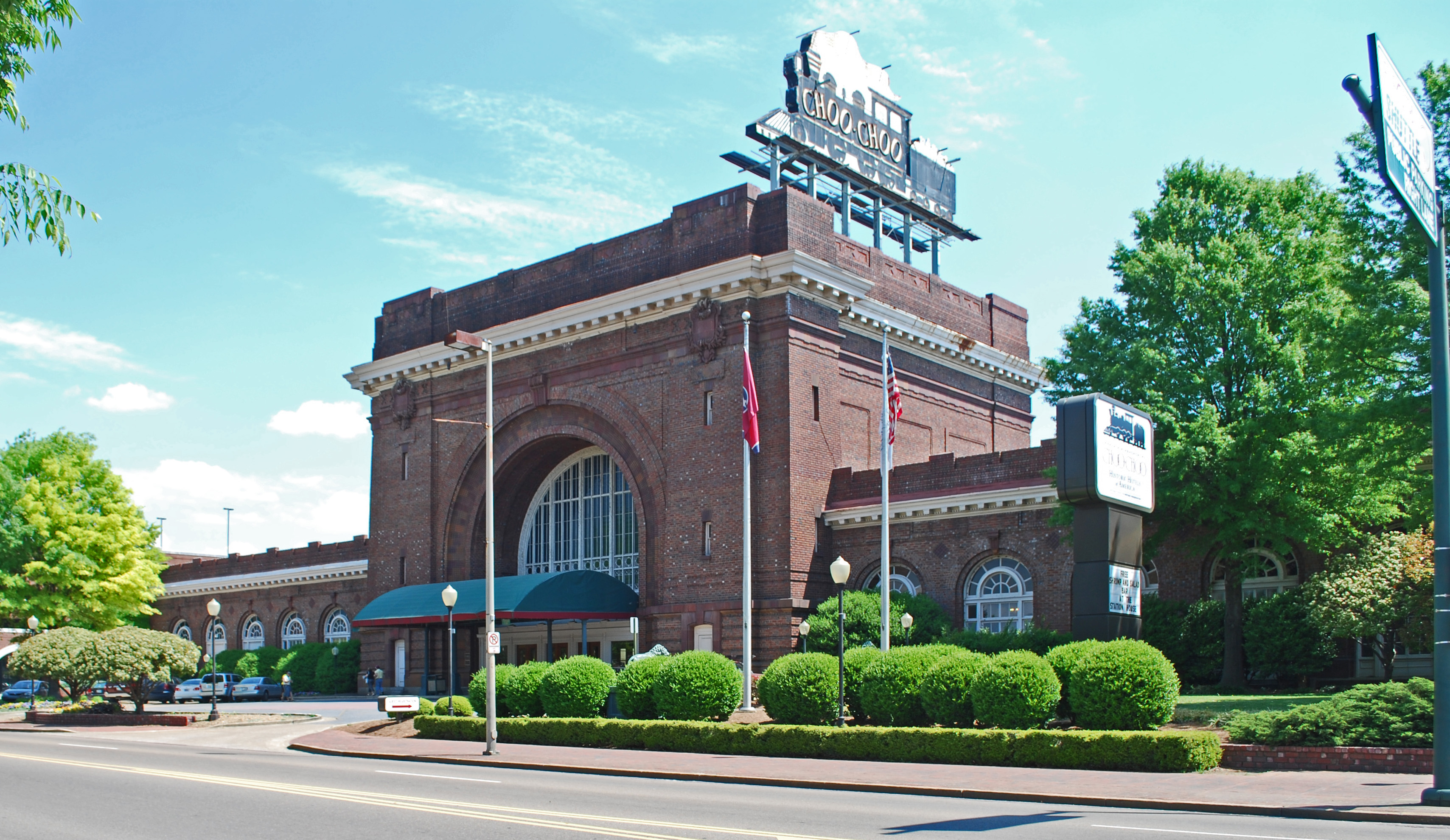
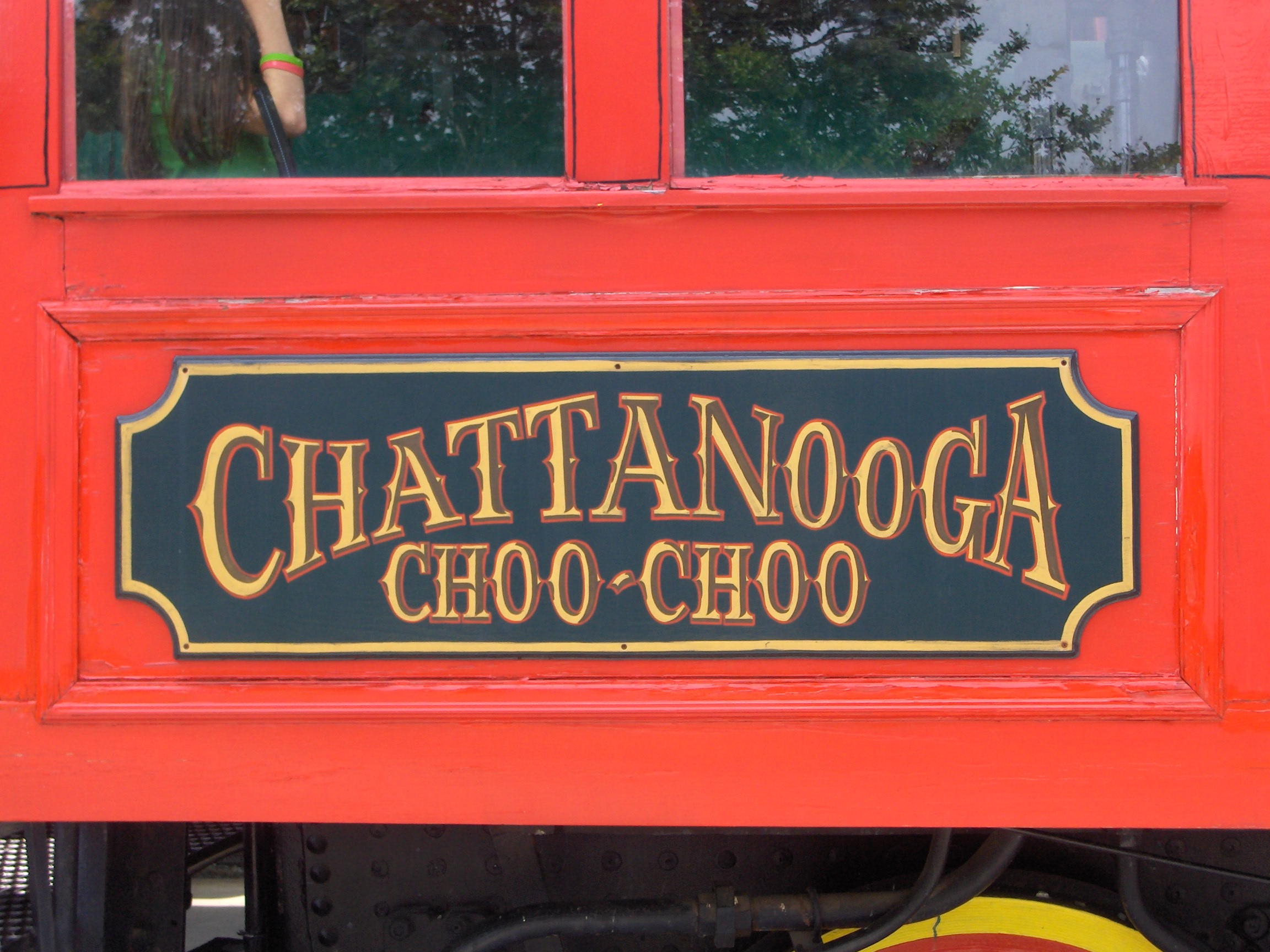
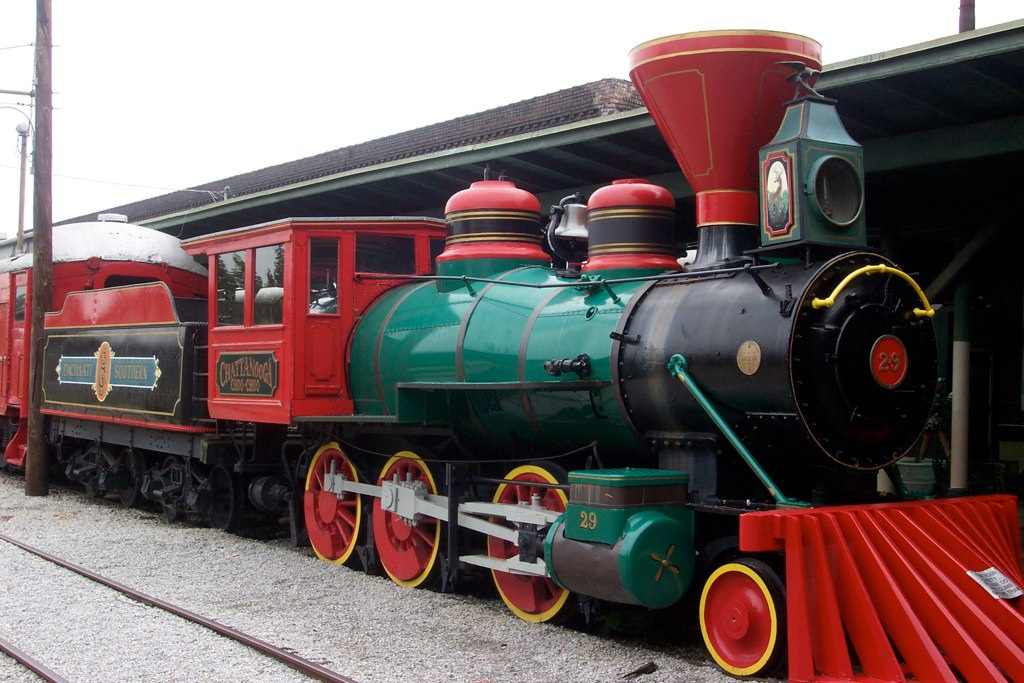

À la suite du succès international de ce film musical, la 20th Century Fox produit l'année suivante, avec le même succès répété, un second film musical Ce que femme veut, d'Archie Mayo en 1942 (très inspiré du premier, avec les mêmes personnalités) et une nouvelle série de tubes de Glenn Miller, dont I've Got a Gal In Kalamazoo, American Patrol, At Last... Ces nombreux tubes contribuent à la légende de Glenn Miller (qui disparaît en mer en pleine gloire internationale, durant un vol entre Londres et Paris en 1944, où il allait jouer à l'Olympia, durant la Seconde Guerre mondiale). 

## Reprises
Ce standard est réédité de nombreuses fois (en particulier en version V-Disc de l'armée américaine pendant la Seconde Guerre mondiale) et repris par de nombreux interprètes, dont en particulier Cab Calloway, The Andrews Sisters, Benny Goodman, Ray Charles (album The Genius Hits the Road), Bill Haley, Oscar Peterson, Elvis Presley, Harry Connick Jr., Céline Dion... Les Charlots en ont fait une version "franglaise" sous le titre "Say what I say".

## Au cinéma
- 1941 : Tu seras mon mari, film musical de H. Bruce Humberstone (musique du film, nommée pour l'Oscar de la meilleure chanson originale de film 1942).
- 1950 : La Ville écartelée, de George Seaton.
- 1957 : Les Plaisirs de l'enfer, de Mark Robson.
- 1963 : Ah si papa savait ça !, de Henry Koster.
- 1970 : Tora ! Tora ! Tora !, de Richard Fleischer, Kinji Fukasaku et Toshio Masuda.
- 1984 : Le Train de Chattanooga, de Bruce Bilson.
- 1988 : Big, de Penny Marshall, avec Tom Hanks.
- 1995 : Be Cool, de F. Gary Gray, avec John Travolta et Uma Thurman.
- 1998 : Babe, le cochon dans la ville, de George Miller.

## Distinctions
- Disque d'or.
- Grammy Hall of Fame Award.
- N°1 du classement du Billboard américain.
- Chanson la plus populaire de 1941 d’après le magazine américain Variety.
- Nommée pour l'Oscar de la meilleure chanson originale de film 1942 de la 14e cérémonie des Oscars.